# 嵌齒象科
嵌齒象科（Gomphotheriidae）是長鼻目中已經滅絕的一個科，曾經廣泛的分布在北美洲，也有一些種類分布在歐亞大陸，生存於中新世至全新世。
嵌齒象類與象科的牙齒構造的相當不同，特別是上顎臼齒的咀嚼面。大部分的嵌齒象類擁有4支象牙，而且擁有後縮的臉與鼻骨，所以古生物學家認為嵌齒象類擁有類似現代象的鼻子。
嵌齒象科起源于埃及法尤姆渐新世的象型动物，善于迁移, 在中新世早期迁移到了欧亚大陆:89-91，在中新世中期到达美洲:143-148。